# UFO-Denkmal Ängelholm

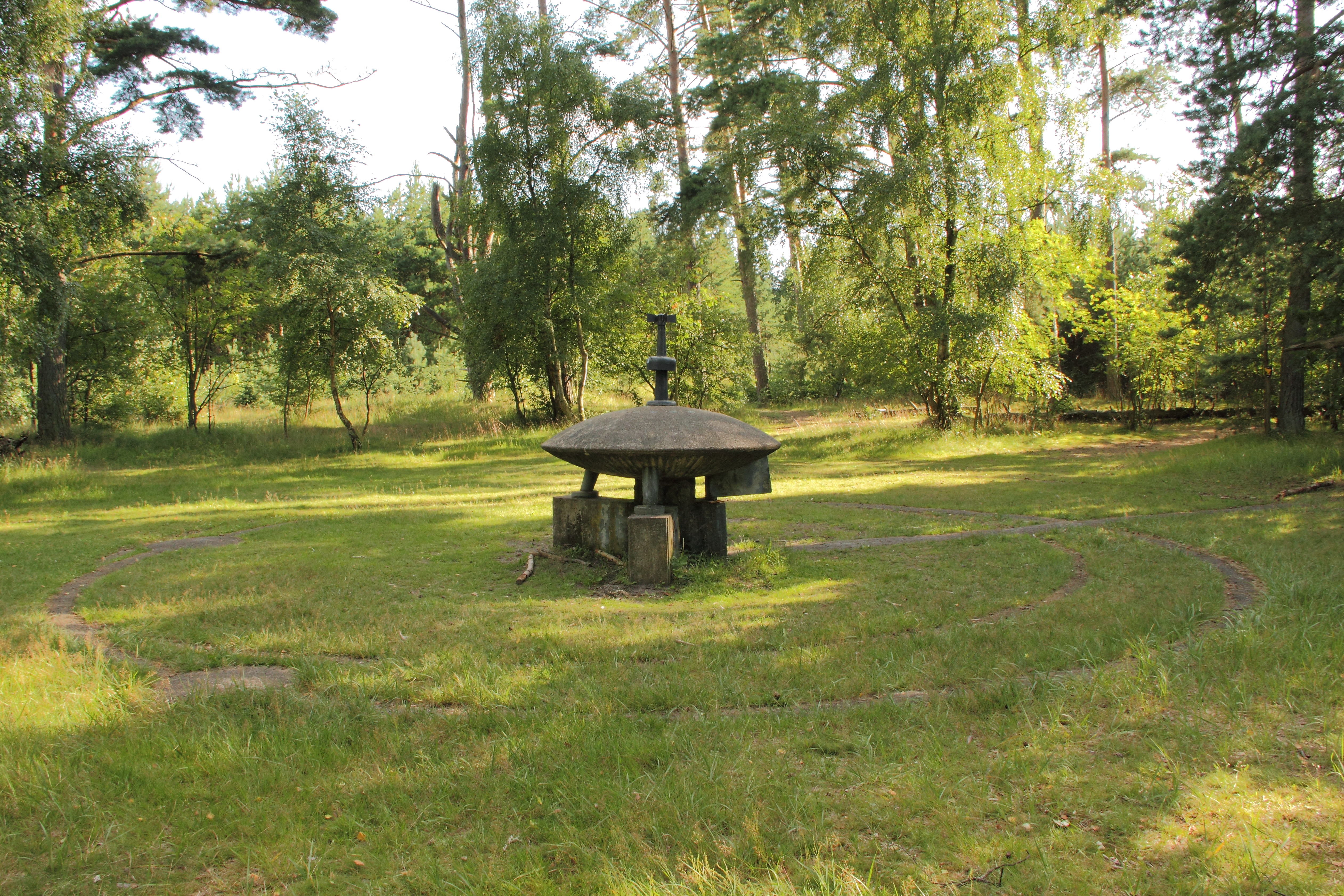
UFO-Denkmal Ängelholm

Das UFO-Denkmal Ängelholm ist wahrscheinlich das erste Denkmal in Europa, das an eine vermeintliche UFO-Landung erinnert.
Es wurde im Sommer 1972 auf einer Lichtung im Kronoskogen, einem Waldgebiet westlich von Ängelholm in Schweden, errichtet. Es besteht aus einem 3 Tonnen schweren Betonmodell des vermeintlichen UFOs im Maßstab 1:8 und den in Originalgröße mit Beton ausgegossenen Landespuren. Erinnern soll es an die vermeintliche Landung eines UFOs, die der schwedische Unternehmer Gösta Carlsson am 18. Mai 1946 an diesem Platz erlebt haben will.